# Ema datshi
Ema datshi, dzongkha ཨེ་མ་དར་ཚིལ་; wylie: e-ma dar-tshil, är en av de mest kända rätterna i det bhutanesiska köket, och ses som nationalrätt i Bhutan. Den är en kryddig, vegetarisk rätt som anrättas med chilipeppar av flera sorter och smält ostsås, ett slags chili- och oststuvning; "ema" betyder "chili" och "datshi" betyder "ost" på dzongkha som talas i Bhutan. Det är också vanligt att rätten innehåller lök.

## Chilipeppar
Olika typer av chilipeppar kan användas vid tillagandet av ema datshi: grön chilipeppar, röd chilipeppar och - eller - vit chilipeppar, som är grön chilipeppar som sköljts i hett vatten och soltorkats. och kan användas både som färsk och torkad chili. Chilipeppar kallas "sha ema" och avser arten spanskpeppar, Capsicum annuum, och är en pepparart som uppvisar en stor variation i smakrikedom, allt från milda paprikor till "heta" varianter som cayennepeppar och jalapeño. Inlagda saluförs en del frukter som peperoni eller feferoni. Vanligtvis innehåller rätten stora mängder chili.
För ema datshi rekommenderas anaheim, jalapeño och grön chilipeppar i indisk eller thai-variant.

## Ost
Osten i rätten ema datshi är hemmagjord, från komjölk eller jakmjölk. Under tillagningen avlägsnas fettet för att göra smör och av det som är kvar tillverkas osten. Vid osttillverkningen blir ett vattnig vätska över, som tillvaratas till riskokningen. Allt från mjölken tillvaratas därmed.
Den ost som används går inte att hitta utanför Bhutan och ersätts därför i andra länder med fetaost.

## Ett recept
Här är ett exempel på recept på Ema datshi, som lämnats hos Kultursmakarna.se. Det kommer från Kunzang Namgyel som påstått: 
| ” | Vissa säger att om du har varit i Bhutan, utan att ha ätit ema datshi då har du inte varit i Bhutan. | „ |

Ingredienser för 2-3 portioner
- 2,5 dl chili (grön och röd medelstark, skurna på längden)
- 1 lök, hackad längd
- 3,5 dl vatten
- 2 tomater
- 2,5 dl fetaost
- 5 vitlöksklyftor, finfördelas
- 3 blad av koriander
- 2 tsk vegetabilisk olja
- 9,5 dl kokt rött eller vitt ris

## Snarlika osträtter
En snarlik rätt utgör kewa datshi där chilipepparn bytts ut mot potatis. Chilipepparn kan också bytas ut mot bönor - då kallas rätten semchum datshi, "bön-datshi". Om chilin vidare byts ut mot svamp kallas rätten shamu datshi, "svamp-datshi".

## Etymologi
Chili är väldigt viktig i bhutansk matlagning. Man kan alltid hitta chili på den lokala marknaden, där den förekommer i många olika färger och storlekar, och i färsk eller torkad form. I Bhutan kallar man denna ingrediens för "ema" på det tibetanska språket dzongkha och "solo" i sharchop (eller tshangla), som talas i östra Bhutan. Chili är en stapelvara i Bhutan. Maträtten ema datshi är helt gjord av chili med ost. Chili är för övrigt en väldigt viktigt ingrediens i nästan alla recept - och curryrätter - från Bhutan.